# Juana Inés de la Cruz
Sor Juana Inés de la Cruz (12. studenog 1648. – 17. travnja 1695.) bila je samouka filozofkinja, skladateljica i pjesnikinja baroka te redovnica u redu sestara sv. Jeronima. Bila je poznata kao redovnica koja je imala hrabrosti osporiti tuđa mišljenja i boriti se za svoja uvjerenja. Zato što je otvoreno izražavala svoja mišljenja dobila je nadimke kao što su "Deseta Muza", "Američki Feniks" i "Meksički Feniks".
Juana Inés de la Cruz živjela je tijekom meksičkog kolonijalnog perioda pa je tako pridonijela ranoj meksičkoj književnosti, ali i široj literaturi Zlatnog vijeka španjolske književnosti. Budući da se rano počela školovati, bila je fluentna u latinskom, pisala je na jeziku nahuatlan te je postala poznata po svojoj filozofiji još kao tinejdžerica. Educirala se u vlastitoj knjižnici koju je gotovo cijelu bila naslijedila od svojeg djeda. Nakon što se pridružila redu sestara sv. Jeronima 1667. godine kako bi mogla učiti po vlastitoj volji, Juana Inés de la Cruz počela je pisati poeziju i prozu baveći se temama ljubavi, feminizma i religije. Pretvorila je svoje stambene prostorije u salon koji je posjećivala gradska intelektualna elita. Među njima bila je i grofica Maria Luisa de Paredes, potkraljica Meksika. Njih dvije postale su strastvene prijateljice te iako nije jasno jesu li bile lezbijke u današnjem smislu, Maria Luisa svakako je nadahnula Juanu Inés de la Cruz da piše ljubavne pjesme.
Međutim, osudio ju je biskup iz Pueble, ne zbog njezine lezbijske poezije, već zbog njezine kritike mizoginije i licemjerja muškaraca te je 1694. bila prisiljena prodati svoju zbirku knjiga i usredotočiti se na dobrotvorni rad za siromašne. Umrla je iduće godine od kuge dok je liječila časne sestre s kojima je radila.